# Geraldine McCaughrean

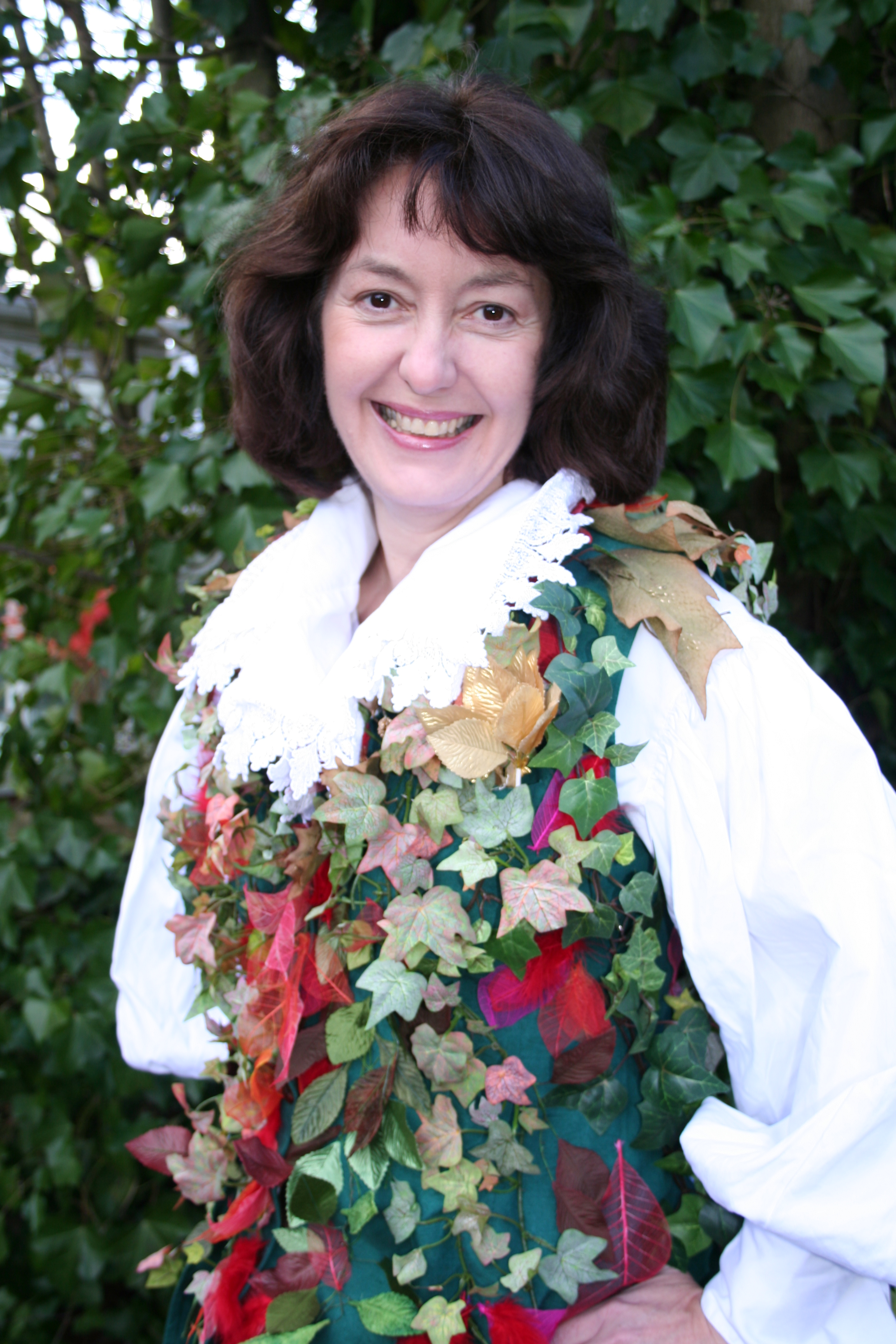
Geraldine McCaughrean, 2006

Geraldine McCaughrean (* 6. Juni 1951 in Enfield) ist eine britische Kinderbuchautorin.
2005 wurde sie von den Rechteinhabern von Peter Pan, dem Great Ormond Street Hospital, ausgewählt, eine Fortsetzung zu schreiben, Peter Pan in Scarlet (dt. Peter Pan und der rote Pirat).
McCaughrean hat bereits über 130 Bücher geschrieben, darunter auch sechs historische Romane für Erwachsene. Sie lebt mit ihrem Ehemann  und ihrer Tochter in Berkshire.

## Werke und Auszeichnungen
- A little lower than the angels (dt. Gabriel und der Meisterspieler, 1989)
  - Whitbread Book Award 1987
  - Katholischer Kinder- und Jugendbuchpreis 1991
- A Pack of Lies (dt. Lauter Lügen, 1991)
  - Guardian Award 1989
  - Carnegie Medal 1988
- Gold Dust
  - Whitbread Book Award 1994
- Plundering Paradise (dt. Piraten im Paradies, 2000)
  - Nestlé Smarties Book Prize 1996
- The ideal wife (dt. Eine ideale Frau, 2000)
- The Kite Rider (dt. Der Drachenflieger, 2003)
  - Nestlé Smarties Book Prize 2001
  - Shortlist zum Angus Book Award 2002
- Stop the Train (dt. Stop the Train, 2004)
  - Nestlé Smarties Book Prize 2002
- Smile!
  - Nestlé Smarties Book Prize 2004
- Not the End of the World (dt. Nicht das Ende der Welt, 2005)
  - Whitbread Book Award 2004
- Peter Pan in Scarlet (dt. Peter Pan und der rote Pirat, 2006)
- The White Darkness (dt. Weiße Finsternis, 2007)
  - Michael L. Printz Award 2008
- The Middle of Nowhere, 2013
  - Shortlist Little Rebels Award 2014
- Where the World Ends, 2017
  - Carnegie Medal 2018
  - Michael L. Printz Award (Honor Book) 2020